# 10246 Frankenwald
A 10246 Frankenwald (ideiglenes jelöléssel 6381 P-L) a Naprendszer kisbolygóövében található aszteroida. Cornelis Johannes van Houten,  Ingrid van Houten-Groeneveld és Tom Gehrels fedezte fel 1960. szeptember 24-én.